# Железная дорога Статен-Айленда
Железная дорога Статен-Айленда (англ. Staten Island Railway) — пассажирская внутригородская железнодорожная линия в Статен-Айленде, единственном из пяти боро Нью-Йорка, в котором нет линий метро. Как и метро, Железная дорога Статен-Айленда принадлежит городу Нью-Йорку (с 1971 года), управляется компанией MTA и функционирует круглосуточно. Она не считается частью метрополитена и не имеет соединения с ним, однако на официальных схемах метро изображается как одна из его линий.

## Общая характеристика

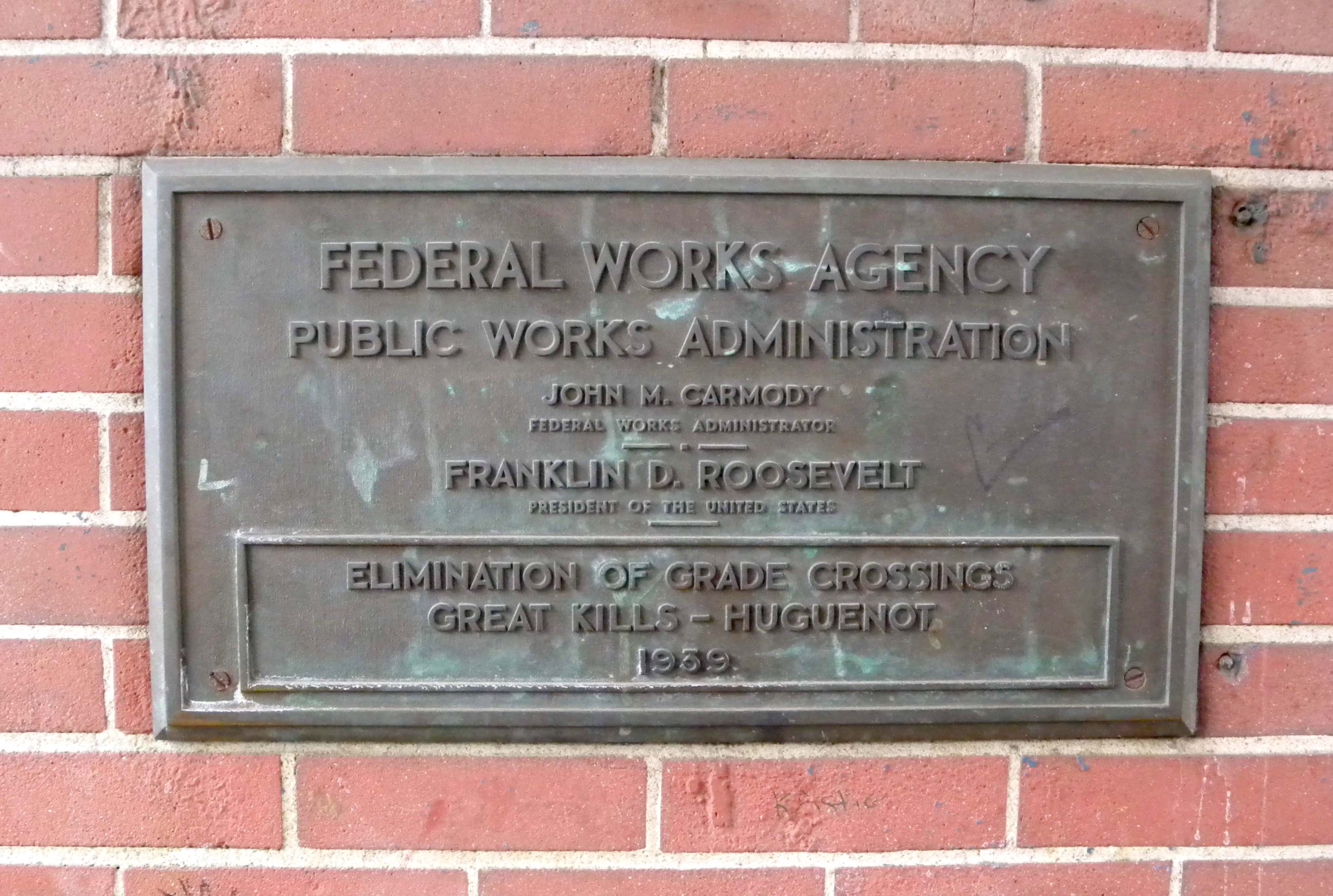
Доска, рассказывающая об одном из этапов устранения железнодорожных переездов

Дорога состоит из одной линии, идущей вдоль восточного и юго-восточного берега острова Статен. Для пересадки сюда с метро, как правило, используется бесплатный паром, южный терминал которого совмещён с северным терминалом железной дороги (станция Сент-Джордж), а северный находится на Манхэттене около пересадочного узла метро Саут-Ферри — Уайтхолл-стрит (). Южный терминал железной дороги, станция Тоттенвилл, когда-то тоже был совмещён с паромным причалом, отсюда паромы шли в город Перт-Амбой в штате Нью-Джерси.
Дорога не имеет одноуровневых пересечений с другим транспортом и по всем формальным параметрам является метрополитеном. Вся она наземная (в том числе в выемках, на насыпях и эстакадах), кроме короткого тоннеля на перегоне Сент-Джордж — Томпкинсвилл. Ремонт вагонов производится в местном депо около станции Клифтон, а если это невозможно, то вагоны транспортируются на грузовиках через мост Веррацано-Нарроус в депо метрополитена около станции Кони-Айленд — Стилуэлл-авеню в Бруклине.
За время существования этой железной дороги предлагались различные планы по её соединению с сетью метро, однако ни один из них не был реализован из-за целого ряда экономических, политических и технических причин. В память об одной из таких попыток сохранился недостроенный тоннель, который уходит под Нью-Йоркский залив со стороны Бруклина и от которого в 1923 году было сооружено только 45 метров.

## Организация движения
Поезда состоят из вагонов моделей R44 и (с 2024 года) R211S, аналогичных моделям, используемым в метрополитене (габариты дивизиона B). Для подачи питания служит третий рельс метрополитеновского стандарта.
Частота движения поездов — от двух поездов в час ночью до восьми в часы пик. Время отправления поездов с северной конечной станции может отступать от расписания в соответствии с фактическим временем прибытия паромов.
Железная дорога не имеет отдельных путей для экспресс-поездов, но в часы пик поезда, как и в метро, делятся на экспрессы и локальные. Экспрессы проходят без остановок северную часть дороги, а локальные в часы работы экспрессов ходят по укороченному маршруту, обслуживая в основном те станции, где не останавливаются экспрессы.
| Направление     | Часы (рабочий день)           | Экспрессы проходят без остановок участок | Южная конечная локальных |
| --------------- | ----------------------------- | ---------------------------------------- | ------------------------ |
| на север        | 6:00 — 7:00                   | Нью-Дорп — Сент-Джордж                   | Хьюгенот                 |
| на север        | 7:00 — 8:00                   | Нью-Дорп — Сент-Джордж                   | Грейт-Килс               |
| на юг           | 7:00 — 8:00 и 16:50 — 19:30   | Сент-Джордж — Грейт-Килс                 | Грейт-Килс               |
| на юг           | 16:00 — 16:50 и 19:30 — 20:00 | Сент-Джордж — Грейт-Килс                 | Тоттенвилл               |
| остальное время | остальное время               | нет                                      | Тоттенвилл               |

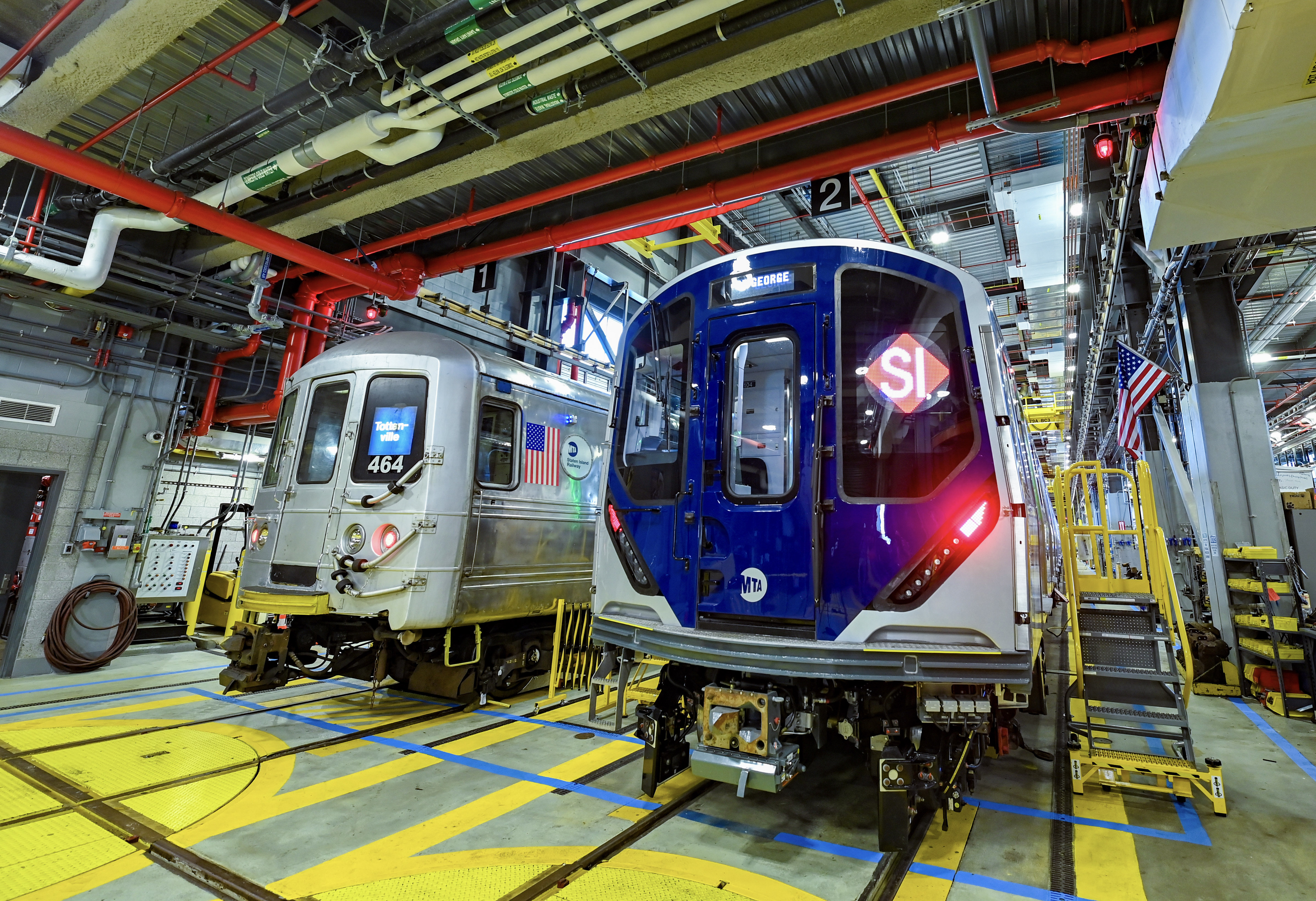
Вагоны в депо:
слева старый (модель, 1973 год выпуска),
справа новый (2023)

Стоимость проезда и способ оплаты — единые с метрополитеном. Пересадка на метро и обратно — бесплатная.
Оплата проезда производится только на северной конечной станции Сент-Джордж и на соседней с ней Томпкинсвилл — но и при входе, и при выходе. Если поездка не начинается и не заканчивается на этих двух станциях, то она бесплатна. До 2010 года оплата производилась только на станции Сент-Джордж, и многие пассажиры предпочитали ездить бесплатно, проходя перегон до станции Томпкинсвилл или обратно пешком.

## Другие линии

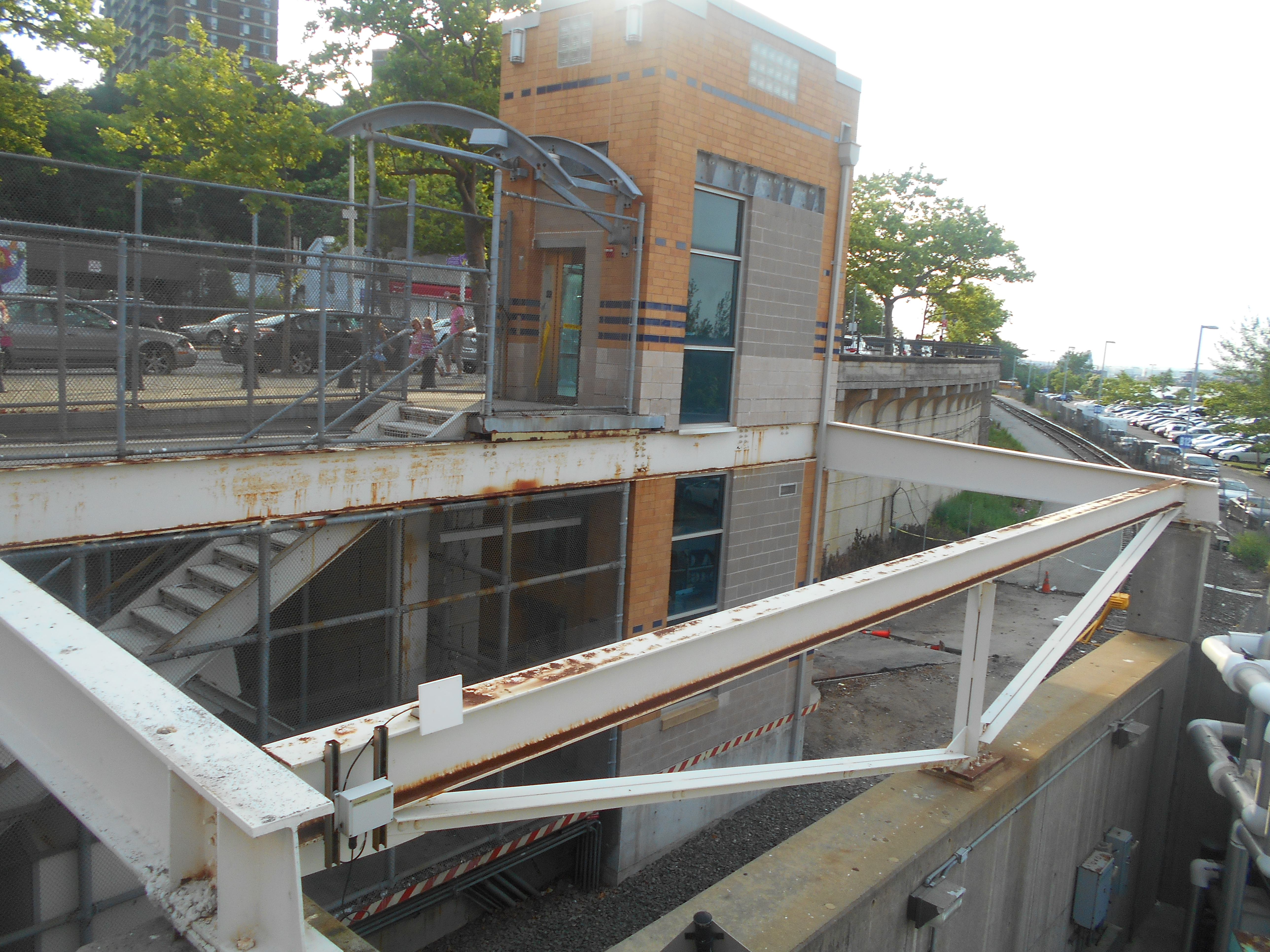
Бывшая станция Боллпарк

В прошлом Железная дорога Статен-Айленда состояла из трёх линий, расходившихся от станции Сент-Джордж, в 1953 году были закрыты две из них. В наши дни рассматриваются различные проекты строительства новых линий, включая использование тех, которые сегодня заброшены. Некоторые из этих проектов предусматривают сооружение легкорельсовой системы.
В 2001 году была построена станция Боллпарк на заброшенной ветке, идущей от терминала Сент-Джордж на запад вдоль северного берега острова. Станция была расположена в 140 метрах от терминала, обслуживала бейсбольный стадион и работала только в месяцы бейсбольного сезона. Она имела один путь, на который раз в день прибывал поезд с главной линии (сворачивая налево после станции Томпкинсвилл по пути с юга) и два или три раза в день челнок с терминала. В 2009 году станция перестала принимать поезда, а в 2010 официально была закрыта.

## Список станций
Станции перечислены по порядку с севера на юг. Знаком  обозначены станции, доступные для пассажиров с ограниченными возможностями.
| Доступ для людей с ограниченными возможностями | Название     | Фотография |
| ---------------------------------------------- | ------------ | ---------- |
| Доступ для людей с ограниченными возможностями | Сент-Джордж  |            |
|                                                | Томпкинсвилл |            |
|                                                | Стейплтон    |            |
|                                                | Клифтон      |            |
|                                                | Грасмир      |            |
|                                                | Олд-Таун     |            |
| Доступ для людей с ограниченными возможностями | Донган-Хилс  |            |

| Доступ для людей с ограниченными возможностями | Название         | Фотография |
| ---------------------------------------------- | ---------------- | ---------- |
|                                                | Джефферсон-авеню |            |
|                                                | Грант-Сити       |            |
| Доступ для людей с ограниченными возможностями | Нью-Дорп         |            |
|                                                | Оквуд-Хайтс      |            |
|                                                | Бей-Террас       |            |
| Доступ для людей с ограниченными возможностями | Грейт-Килс       |            |
|                                                | Элтингвилл       |            |

| Доступ для людей с ограниченными возможностями | Название       | Фотография |
| ---------------------------------------------- | -------------- | ---------- |
|                                                | Аннадейл       |            |
|                                                | Хьюгенот       |            |
|                                                | Принсес-Бей    |            |
|                                                | Плезант-Плейнс |            |
|                                                | Ричмонд-Валли  |            |
| Доступ для людей с ограниченными возможностями | Артур-Килл     |            |
| Доступ для людей с ограниченными возможностями | Тоттенвилл     |            |

### Комментарии
1. ↑  Станция имеет 6 островных платформ и 12 путей, находится в одном здании с паромным и автобусным терминалом.
2. 1 2  Слово kill, встречающееся в названиях нескольких станций этой железной дороги, распространено в топонимии Нью-Йорка и происходит от голландского слова, обозначающего ручей[9].
3. ↑  Неподалёку находится автобусный вокзал[англ.], связывающий Статен-Айленд с другими частями Нью-Йорка, в частности со станцией метро 86-я улица () в Бруклине.
4. ↑  Станция открыта в январе 2017 года.[10] В этот момент были закрыты станции Нассо[англ.] и Атлантик[англ.], расположенные до и после новой станции, они в связи с намеченным строительством станции Артур-Килл не были модернизированы в 1990-х годах и морально устарели, а их платформы вмещали только один вагон поезда из четырёх[11][12].